# A Song for Jeffrey
«A Song for Jeffrey» es la novena canción del primer álbum de los Jethro Tull, This Was.
Es una de las canciones que Ian Anderson compuso en honor a su amigo de juventud Jeffrey Hammond, a quien le dedicaría otras dos canciones más, "Jeffrey Goes to Leicester Square", en el álbum Stand Up 1969 y "For Michael Collins, Jeffrey and Me" del álbum Benefit de 1970.
Jeffrey Hammond se incorporaría al grupo, como bajista en 1970.

## Intérpretes
- Ian Anderson: voz, flauta, armónica, claghorn y piano.
- Mick Abrahams: guitarra y guitarra de 9 cuerdas.
- Clive Bunker: batería, hooter, charm bracelet y percusión.
- Glenn Cornick: bajo.

## El primer videoclip:A Song for Jeffrey
De estas tempranas fechas de 1968 podemos ver el primer videoclip de los Jethro Tull interpretando el tema "A Song for Jeffrey" dentro del espectáculo Rock And Roll Circus, de los Rolling Stones.
El guitarrista que vemos en el mismo es Tony Iommi, quien sustituyó a Mick Abrahams tras la marcha de este, y, en los escasos diez días que permaneció en el grupo, pudo grabar dicho vídeo con la banda.

## Versiones de "A Song for Jeffrey" realizadas por Jethro Tull
| Año  | Título                                             | Autor          | Interpretaciones | Tiempo | Álbum (CD) / EP / Single de referencia                            |
| ---- | -------------------------------------------------- | -------------- | ---------------- | ------ | ----------------------------------------------------------------- |
| 1968 | "A Song for Jeffrey" (versión original)            | (Ian Anderson) |                  | 3:23   | This Was / Living in the Past                                     |
| 1968 | "A Song for Jeffrey" (grabado en vivo para la BBC) | (Ian Anderson) |                  | 2:47   | 20 Years of Jethro Tull (CD 1)                                    |
| 1970 | "A Song for Jeffrey"                               | (Ian Anderson) |                  | 5:45   | The 25th Anniversary Boxed Set (Disco Dos: "Carnegie Hall, N.Y.") |
| 1992 | "A Song for Jeffrey" (octubre de 1992, Chicago)    | (Ian Anderson) |                  | 3:26   | The 25th Anniversary Boxed Set (Disco Cuatro: "Pot Pourri")       |
| 1993 | "A Song for Jeffrey" (remezcla)                    | (Ian Anderson) |                  | 3:20   | The 25th Anniversary Boxed Set (Disco Uno: "Remixed")             |

## Versión del tema incluido en el álbumThis Is!de Mick Abrahams
| #  | Título               | Autor          | Tiempo |
| -- | -------------------- | -------------- | ------ |
| 7. | "A Song for Jeffrey" | (Ian Anderson) | 3:20   |